# Donacoscaptes carnealis
Donacoscaptes carnealis là một loài bướm đêm trong họ Crambidae.